# Agrostis polypogonoides
Agrostis polypogonoides é uma espécie de gramínea do gênero Agrostis, pertencente à família Poaceae.